# ヴィルヌーヴ＝ラ＝ガレンヌの橋
『ヴィルヌーヴ＝ラ＝ガレンヌの橋』（ヴィルヌーヴ＝ラ＝ガレンヌのはし、英: The Bridge at Villeneuve-la-Garenne、仏: Le Pont de Villeneuve-la-Garenne）は、フランスの印象派の画家アルフレッド・シスレーによる1872年の絵画である。同年、画家がヴィルヌーヴ＝ラ＝ガレンヌを描いた絵画はほかにもあり、それらはエルミタージュ美術館 (サンクトペテルブルク) などの所有となっている。本作は現在、ニューヨークのメトロポリタン美術館に所蔵されている。

## 来歴
作品は、1872年8月24日に、ポール・デュラン＝リュエルによりシスレーから購入され、デュラン＝リュエルは、1873年8月15日に作品をジャン＝バティスト・フォールに売却した。その後、彼の息子のルイ・モーリスの妻に相続され、彼女により、1919年にジョルジュ・プティと デュラン＝リュエルに売却された。以降、作品は様々な画商の手に渡ったが、1930年以前にフェルナン・ブイッソンにより購入された。後に作品はニューヨークで売却され、1957年にヘンリー・イットルソンと彼の妻に購入された。1964年、夫妻は作品を現在の所蔵先であるメトロポリタン美術館に寄贈した。

## 解説
ヴィルヌーヴ＝ラ＝ガレンヌは、セーヌ川沿いのパリの北に位置している。都市の発展に完全に吞み込まれており、現在、19世紀の様子はほとんど何も残っていない。しかし、川沿いの通りと左手にある家々、そして橋のたもとの建物の中にある店は、日付のない絵ハガキに確認することができる。石の橋台に支えられた鋳鉄製の吊橋は、川の反対側にあるパリ郊外の町サン＝ドニとヴィルヌーヴ＝ラ＝ガレンヌを繋ぐために1844年に造られた。シスレーは橋の下にあるセーヌ川に浮かぶ島の土手にイーゼルを置いた。
作品に描かれている橋は、遠くから見ると、平坦で広い青空と対照をなす立体的な橋の構造がはっきりと見てとれる。近くから見れば、窓と雨戸のはっきりとした垂直方向の筆致と、建物を形成する幅の広い水平方向の筆致、低い木と草を表す不規則な形の緑色の塊、そして流れる水面の反射を描出する青、緑、アイボリーの点描が明瞭に見える。光と影の面の配置の中から、小屋、小さな漕ぎ舟、そして軽くスケッチされた心地よい天気を楽しむ人々が浮かび上がり、平たい筆致による明るい色彩で、一瞬の光が水面に与える影響を伝えている。印象派は、夏の季節と必然的に結びついた様式であり、本作はそのことを思い起こさせる好例である。

## ギャラリー

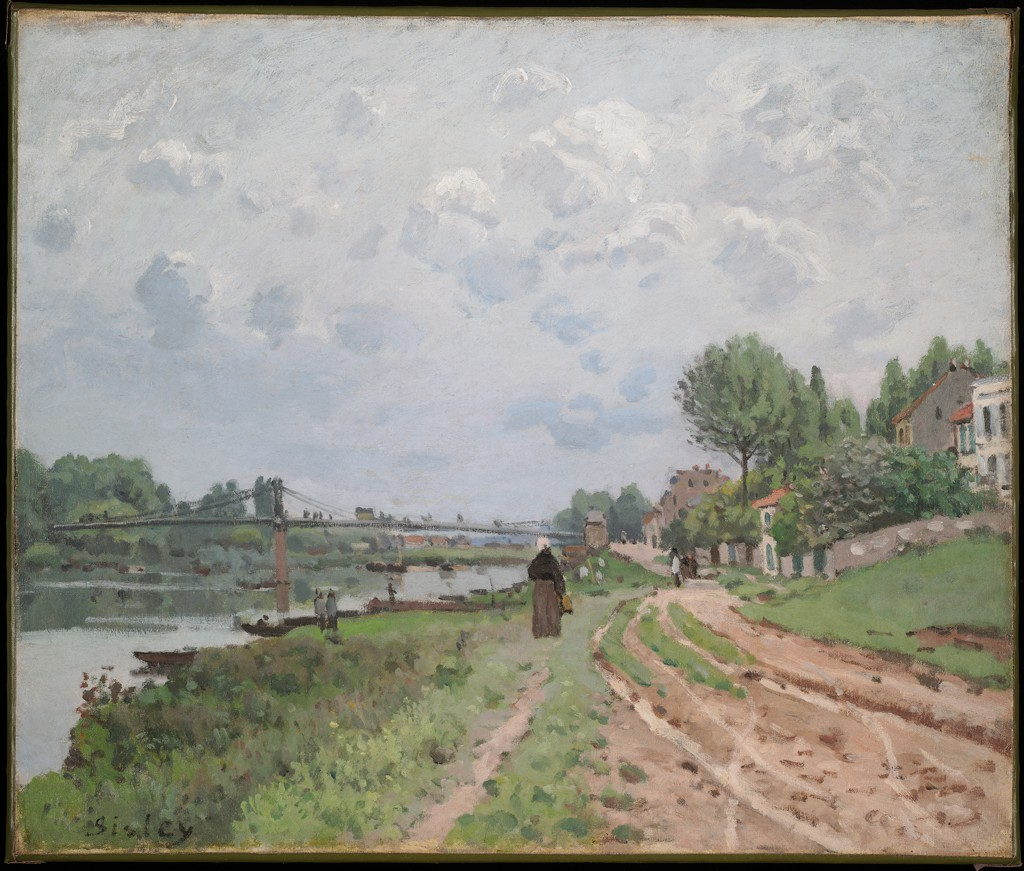
アルフレッド・シスレー 『ヴィルヌーヴ＝ラ＝ガレンヌの橋』 (1872年) フォッグ美術館 (ケンブリッジ)
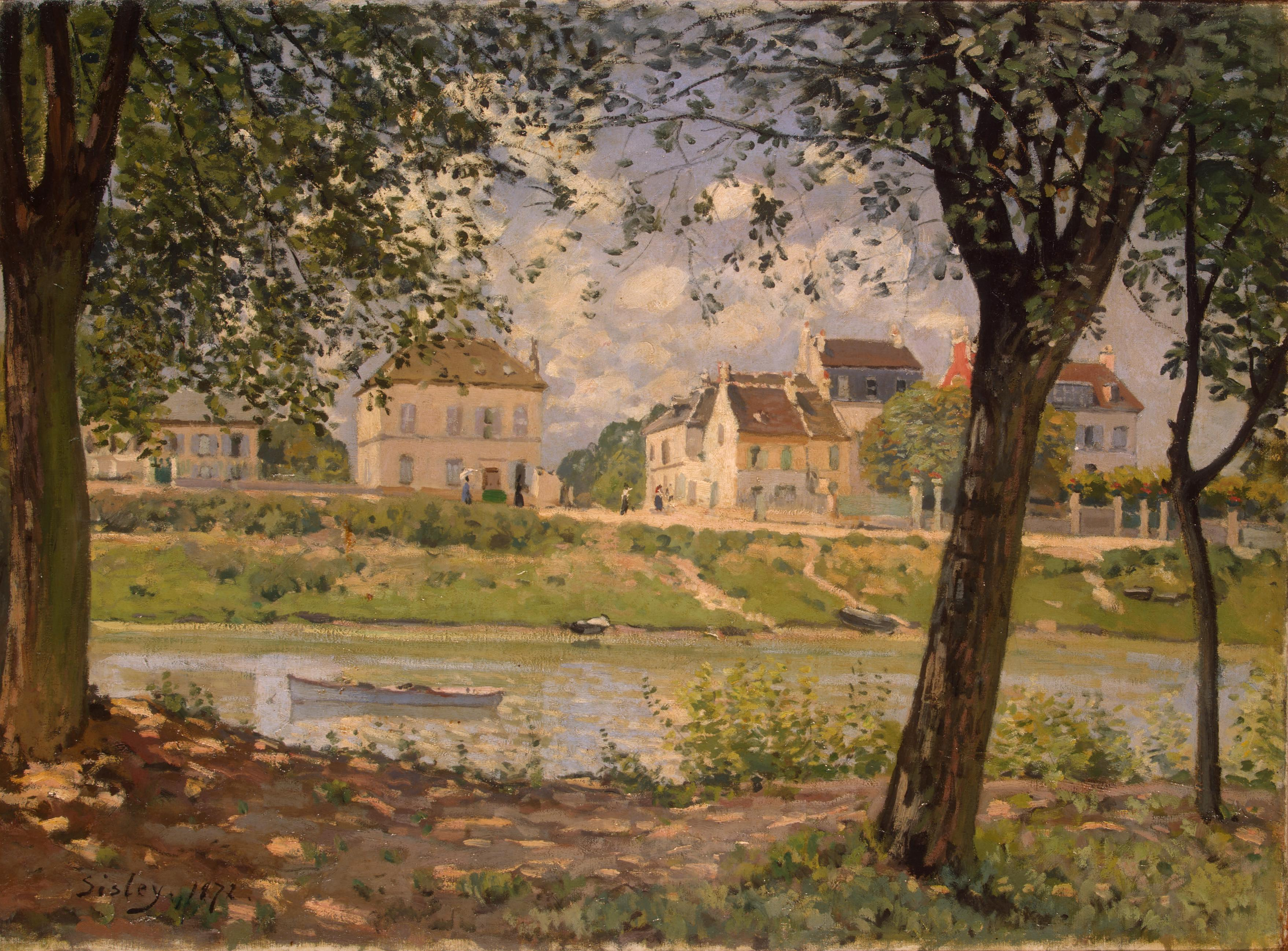
アルフレッド・シスレー 『ヴィルヌーヴ＝ラ＝ガレンヌ』 (1872年) エルミタージュ美術館 (サンクトペテルブルク)